# Lac des Settons
Le lac des Settons (les Cheutons en bourguignon-morvandiau) est un lac artificiel de 366 hectares, alimenté principalement par les eaux de la Cure, et situé au cœur du parc naturel régional du Morvan dans la Nièvre. Le lac des Settons se situe au sud de la ville de Montsauche-les-Settons. Il fait partie des Grands lacs du Morvan.

## Présentation générale
Le lac des Settons, dont le périmètre dépasse 13 km, a une superficie de 366 ha, une profondeur moyenne de 6 m et est situé à une altitude de 586 m. C'est un lac issu de la construction de 1854 à 1861 d'un barrage de 20 m de haut construit en blocs de granite, et destiné à réguler la navigation sur l'Yonne et à faciliter le flottage du bois jusqu'à Paris.

## Histoire

### Construction
Les premières études dataient de Louis XVI, elles n’aboutirent pas. Elles furent reprises sous l’impulsion d’André Dupin, député de la Nièvre à l’origine du pont Dupin au saut de Gouloux. Le 15 juillet 1854, les travaux furent adjugés à Étienne Perrichont, entrepreneur à Nevers, et l’exécution des travaux fut dirigée par Cambuzat, Lepeuple et Otry de Labrit. La construction du barrage, commencée en 1854, s’est achevée en 1858. C’était à l’époque une entreprise grandiose, puisqu’il fallait chercher les pierres de granite, tractées par des bœufs, jusqu’en forêt de Breuil-Chenue à 15 km de là. Il s’appuie au sud sur la hauteur d’Outre-Cure et au nord sur celle des Ponceaux. Il fut bénit le 13 mai 1858 par le vicaire général de Nevers, Pierre-Louis-Marie Cortet.

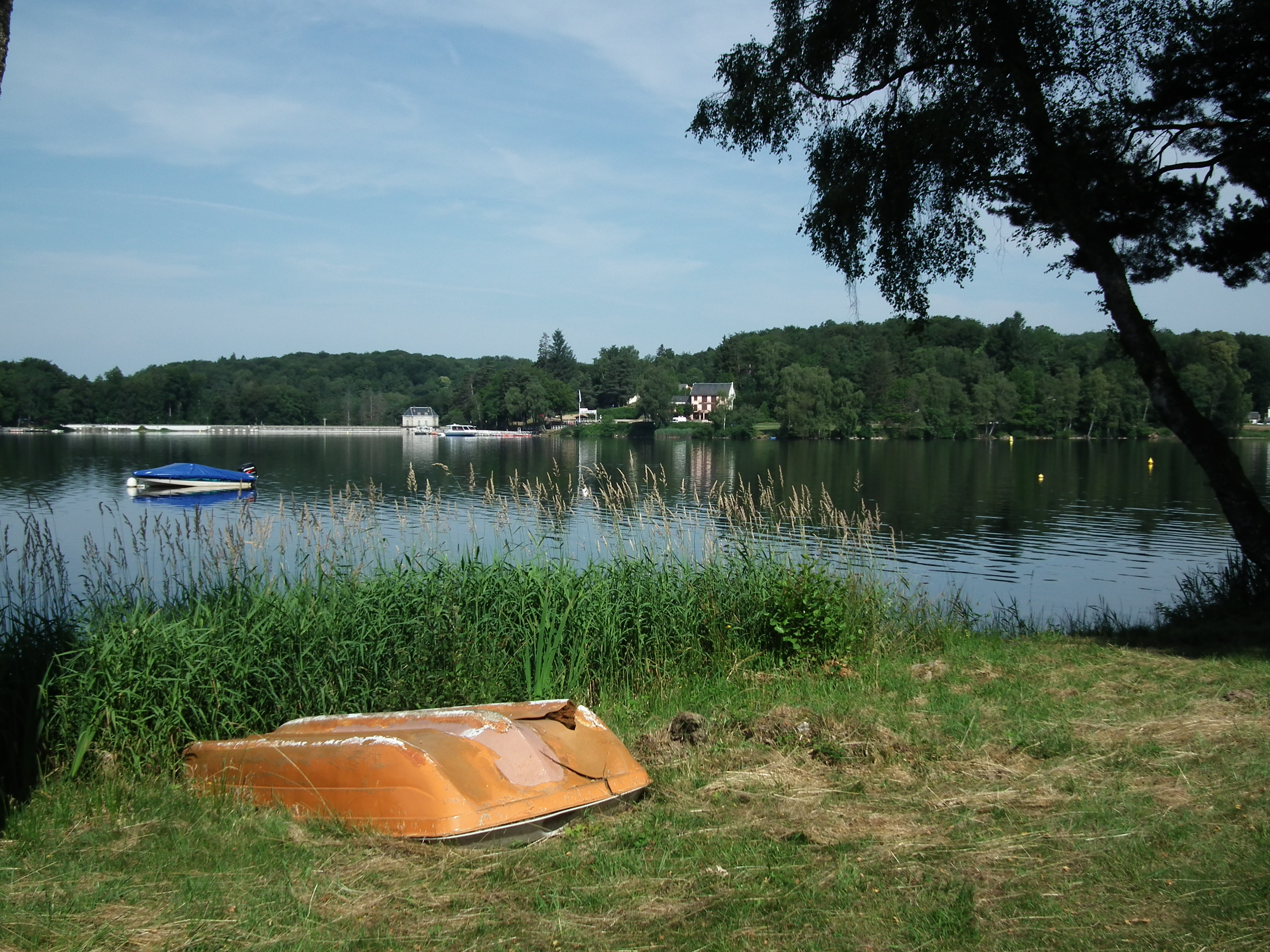
Le lac des Settons vu depuis la rive gauche (côté ouest).

Plusieurs bâtiments furent engloutis, notamment des moulins dont on devine encore quelques traces lorsque le lac est vidé, tous les dix ans. En 1861, la construction nécessite une nouvelle tranche de travaux car le barrage est attaqué par les eaux. Vers 1920, le lac perd sa fonction principale : remplacés par le charbon, les bois ne flottent plus vers Paris. Le lac est laissé à l’abandon pendant quelques décennies.
Le site du barrage est classé en 1937. Ensuite le lac a retrouvé une nouvelle fonction avec les congés payés, il devient un lieu de loisirs. En 1956 le premier camping ouvre ses portes, les hôtels se multiplient, le lac connaît alors son heure de gloire.
Le développement des activités touristiques entraine à partir de 1967 un problème d'eutrophisation des eaux et une prolifération d'algues. En 1989, l'Agence de l'eau Seine-Normandie dresse un bilan environnemental défavorable. En 1991, une nouvelle étude conseille un programme d'assainissement du lac afin de rétablir son équilibre écologique[réf. nécessaire].

### Flottage du bois
Le barrage du lac des Settons a été construit pour faciliter le flottage du bois vers Paris en se servant de la rivière comme moyen de transport. Le flottage du bois « à bûches perdues » est une des plus grandes traditions morvandelles. Le flottage du bois commençait le 1er novembre à la foire de Château-Chinon où le bois, amené, empilé et débité en morceaux de 1,14 m, était vendu par les morvandiaux aux marchands de bois parisiens. les bûches portaient à chaque extrémité la marque poinçonnée de son propriétaire ou de l’exploitant. Le « jet » était produit par une vaste « chasse d’eau » : « poules d’eau » et « canardiers » étaient chargés de faciliter la progression sans encombre des bûches le long des rivières. En aval des lacs et étangs, toute la famille morvandelle était employée sur le flottage et il n’est pas rare encore aujourd’hui de retrouver dans les vieilles maisons le « croc » de son ancêtre.
Sur la Cure, où il flottait depuis les Settons, le bois n’était embarqué qu’au grand flot en mars et avril, deux ou trois jours suivant la disponibilité de la retenue d’eau. On arrêtait les bûches à Arcy-sur-Cure et elles n’étaient lâchées sur Cravant (dans l’Yonne) qu’au fur et à mesure des besoins. Là, le bois était sorti de l’eau et constitué en radeaux, des trains de 100 m de long, soit 25 décastères de bûches reliées ensemble. En ce temps-là, le Morvan servait à lui seul à chauffer Paris pendant tout un hiver.
Ce moyen de transport connut une diminution drastique avec l’arrivée du charbon : le volume passe de 7 200 décastères en 1850 à 782 en 1920. Le flottage cesse définitivement d’exister en 1924.

## Barrage du lac des Settons

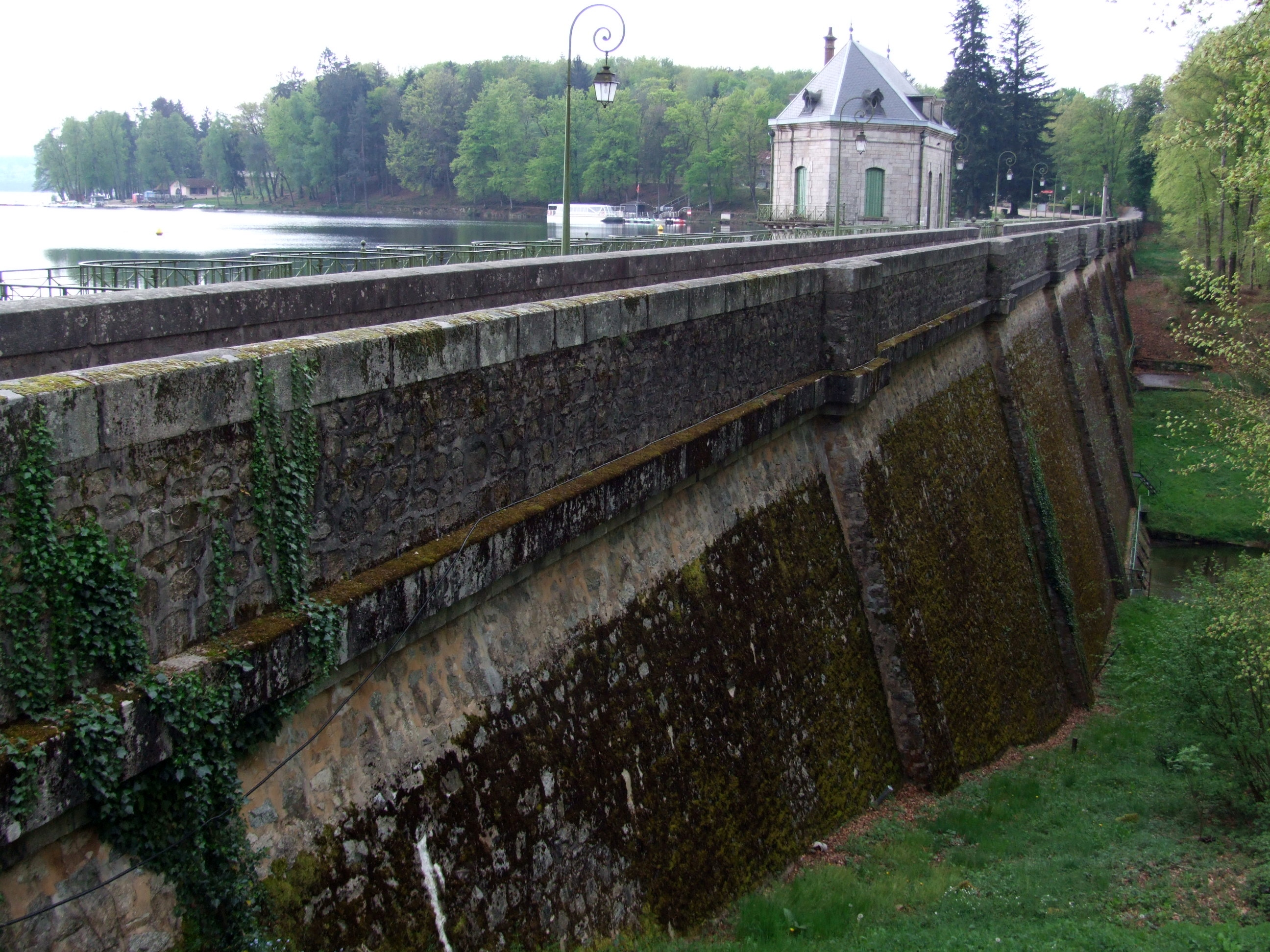
Le barrage sur le lac.

Le barrage est entièrement construit en blocs de granite. Il mesure 267 m de long, 20 m de hauteur et 20 m à sa base, construit sur le principe des « barrages de force », comme une pyramide, il ne tient debout que par le poids qu’il exerce sur lui-même. Le barrage des Settons est le plus imposant construit à cette époque en Europe occidentale. La maison du garde a été construite en même temps que le barrage ; elle servait à loger les ingénieurs. Au centre du barrage trône la salle des machines ; elle sert à manœuvrer les vannes de fond qui permettent l’écoulement de l’eau dans la Cure. Une croix de granite apposée lors de son baptême en 1858, désigne le centre exact de l’édifice. On trouve sa sœur jumelle au hameau de la Croix des Chazelles (à l'ouest de Montsauche-les-Settons, sur la D977bis).

### Évolution du volume du réservoir
Les eaux y sont stockées durant les mois de novembre à juin afin d'éviter des crues de l'Yonne, et donc de la Seine. Elles sont ensuite libérées entre juillet et octobre.
À noter un niveau anormalement faible fin 2008 dû à la vidange décennale du lac en novembre 2008.
| année / mois                                         | jan.        | fév.        | mar.         | avr.        | mai.        | jui.        | jui.        | aoû.        | sep.        | oct.        | nov.        | déc.        |
| ---------------------------------------------------- | ----------- | ----------- | ------------ | ----------- | ----------- | ----------- | ----------- | ----------- | ----------- | ----------- | ----------- | ----------- |
| 2006 (en millions de m³) (% de la capacité maximale) | 14,80 (76%) | 19,40 (99%) | 19,50 (100%) | 19,40 (99%) | 19,20 (98%) | 19,00 (97%) | 18,33 (94%) | 18,40 (94%) | 16,90 (87%) | 15,80 (81%) | 12,70 (65%) | 13,10 (67%) |
| 2007 (en millions de m³) (% de la capacité maximale) | 16,30 (84%) | 18,90 (97%) | 19,10 (98%)  | 18,50 (95%) | 18,80 (96%) | 18,50 (95%) | 18,06 (93%) | 17,80 (91%) | 17,20 (88%) | 16,00 (82%) | 12,10 (62%) | 13,60 (70%) |
| 2008 (en millions de m³) (% de la capacité maximale) | 15,80 (81%) | 17,40 (89%) | 19,20 (98%)  | 19,10 (98%) | 18,50 (95%) | 18,80 (96%) | 18,60 (95%) | 17,40 (89%) | 6,98 (36%)  | 0,37 (2%)   | 0,72 (4%)   |             |

## Loisirs et activités
Des loisirs sont proposés aux vacanciers pendant la saison estivale. La base de loisirs comprend une école française de voile, permettant de pratiquer différentes activités nautiques, encadrées ou non : de la voile (catamaran, planche à voile, dériveur, Optimist…), du canoë, de l'aviron ou encore du ski nautique. Il est également possible de louer des embarcations de plaisance.
Des circuits balisés sont également aménagés pour le VTT, la randonnée pédestre et équestre : tour du lac, boucle de la folie, les Settons-Gouloux, le tour du Bois du grand champ… La commune environnante est traversée par le GR 13, GR de Pays Tour du Morvan et le tour équestre du Morvan.
Les pêcheurs apprécient le calme des rives du lac, classé en deuxième catégorie et la force de ses petites rivières où l’on peut trouver des truites fario et de beaux brochets. Le lac des Settons a une richesse piscicole importante qui permet différentes techniques : brochets, belles truites, saumon de fontaine, carpes, perches et toutes sortes de poissons blancs. Un parcours de pêche à la carpe de nuit qui couvre presque toute la route touristique est ouvert aux mois d’avril, mai, juin, septembre et octobre.
Le milieu piscicole relatif à la pêche est géré par l’Association de pêche et de protection du milieu aquatique du Haut-Morvan, qui se charge de percevoir les cotisations des cartes de pêche et de rempoissonner rivières et lac. Sur le lac, les endroits favoris des pêcheurs se situent derrière les îles dans les embouchures des rivières où on trouve les grosses truites et les saumons de fontaine, mais c’est vers le barrage que l’on trouve les plus gros brochets qui préfèrent les eaux profondes.

## Galerie

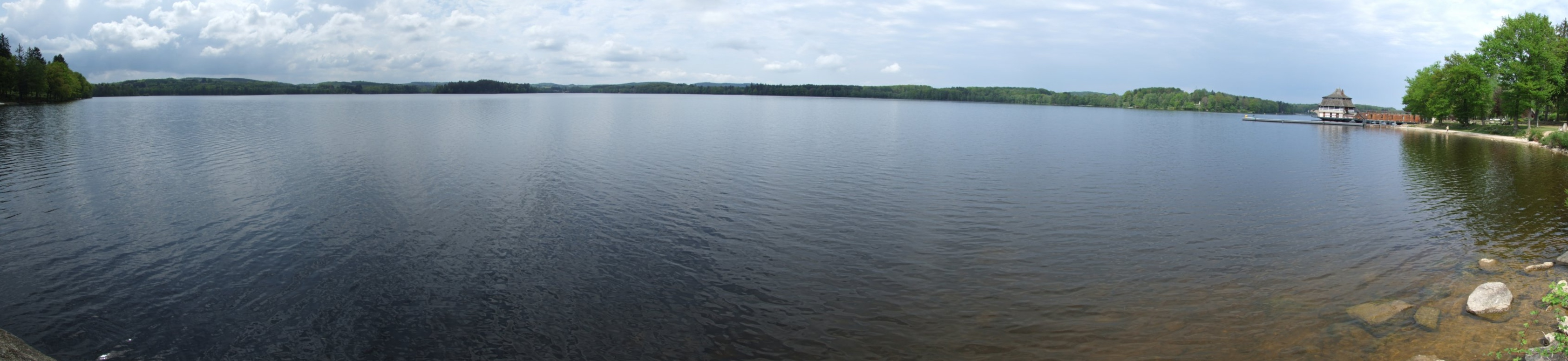
Vue panoramique du lac

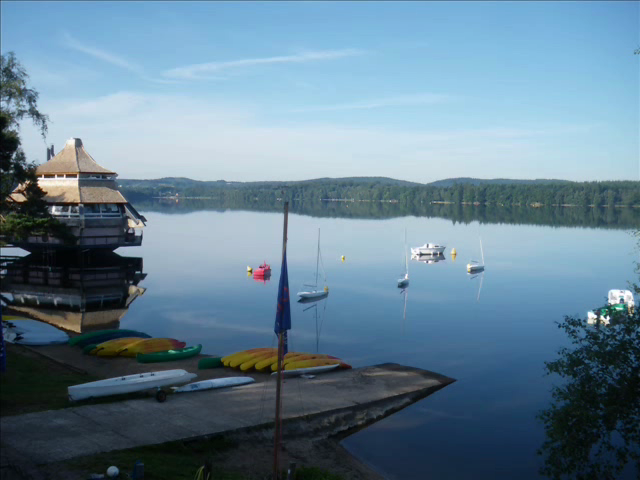
Base nautique du lac des Settons
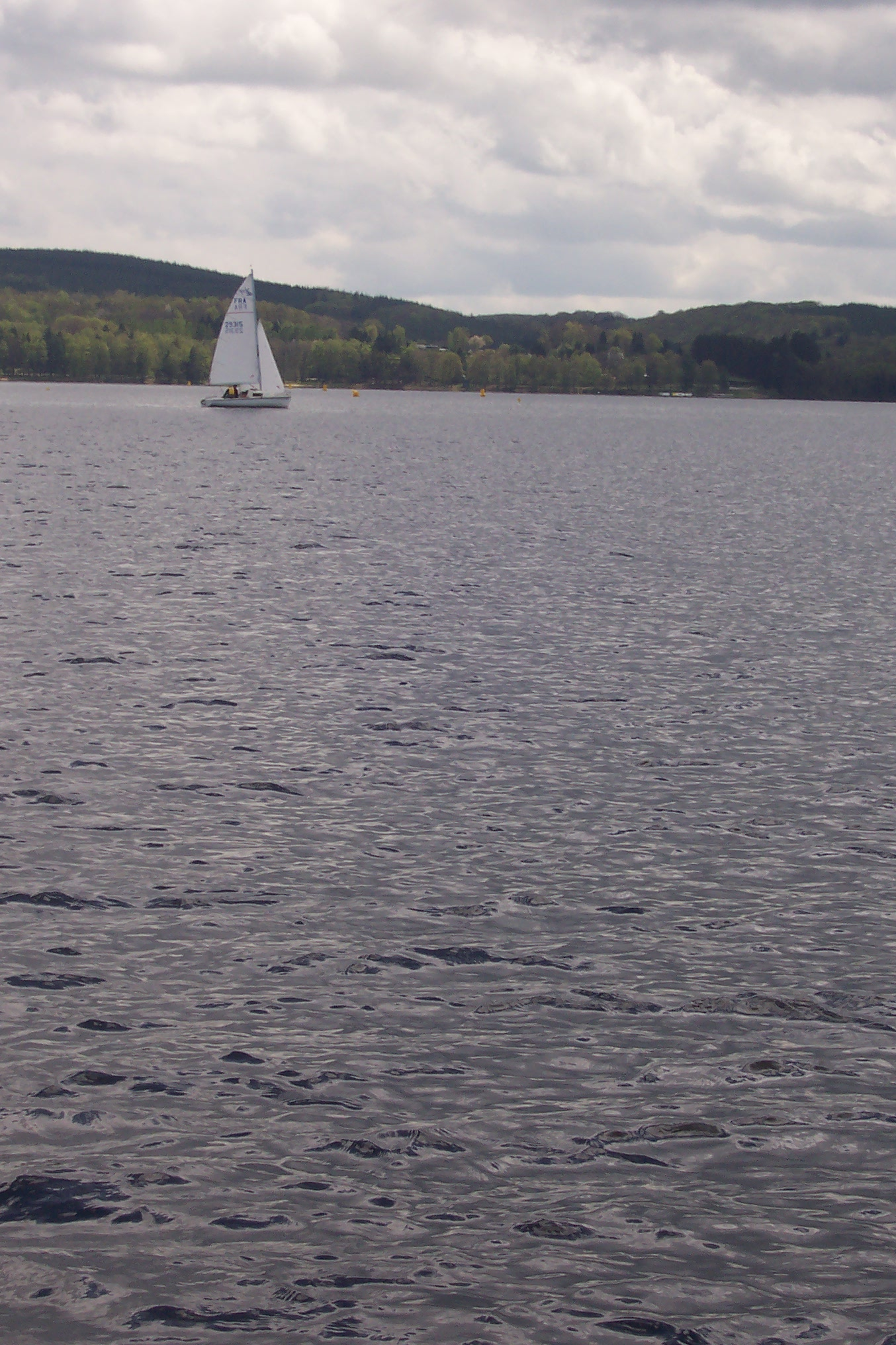
Voilier sur le lac des Settons
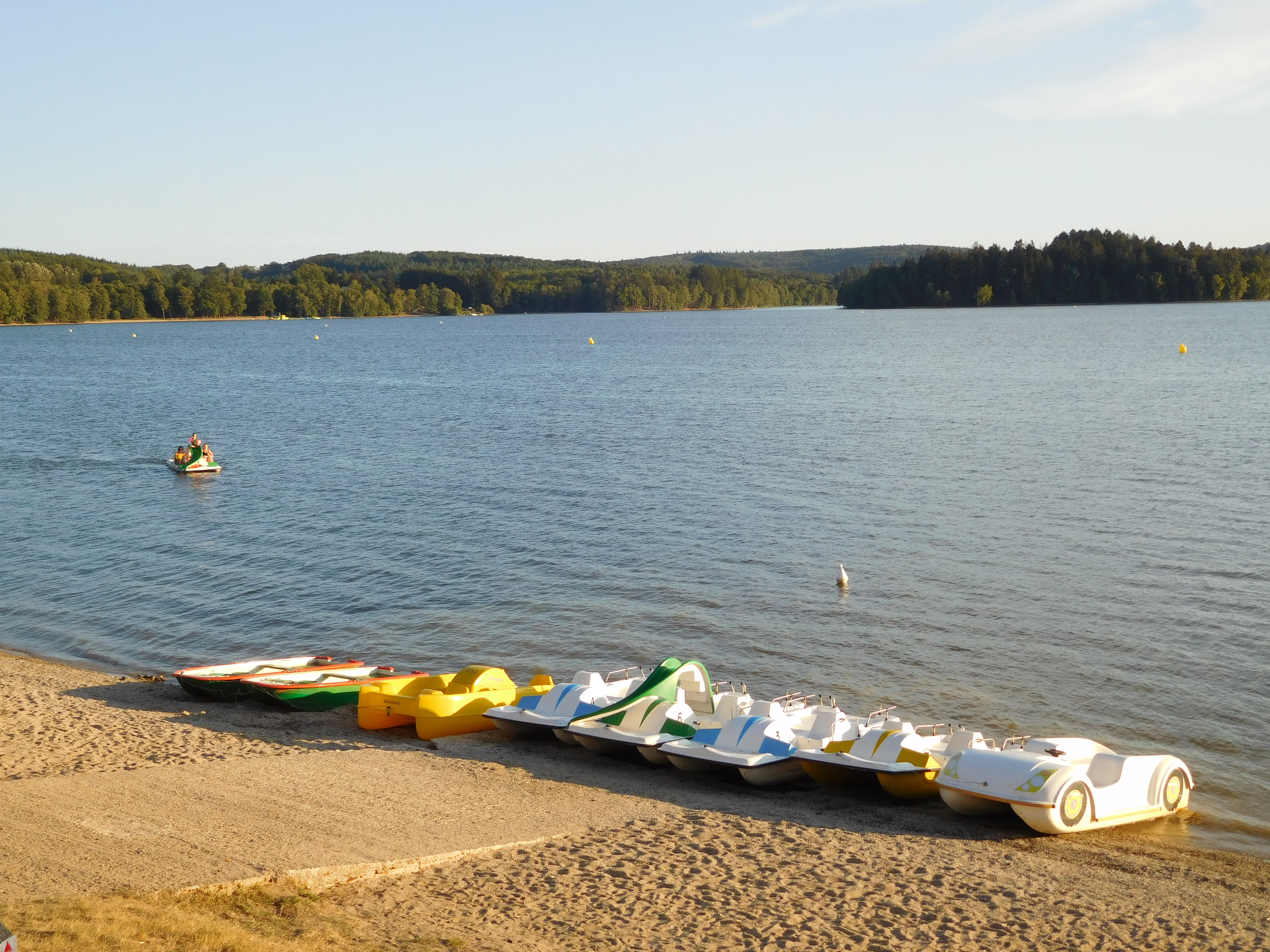
Pédalos sur la base nautique du lac des Settons
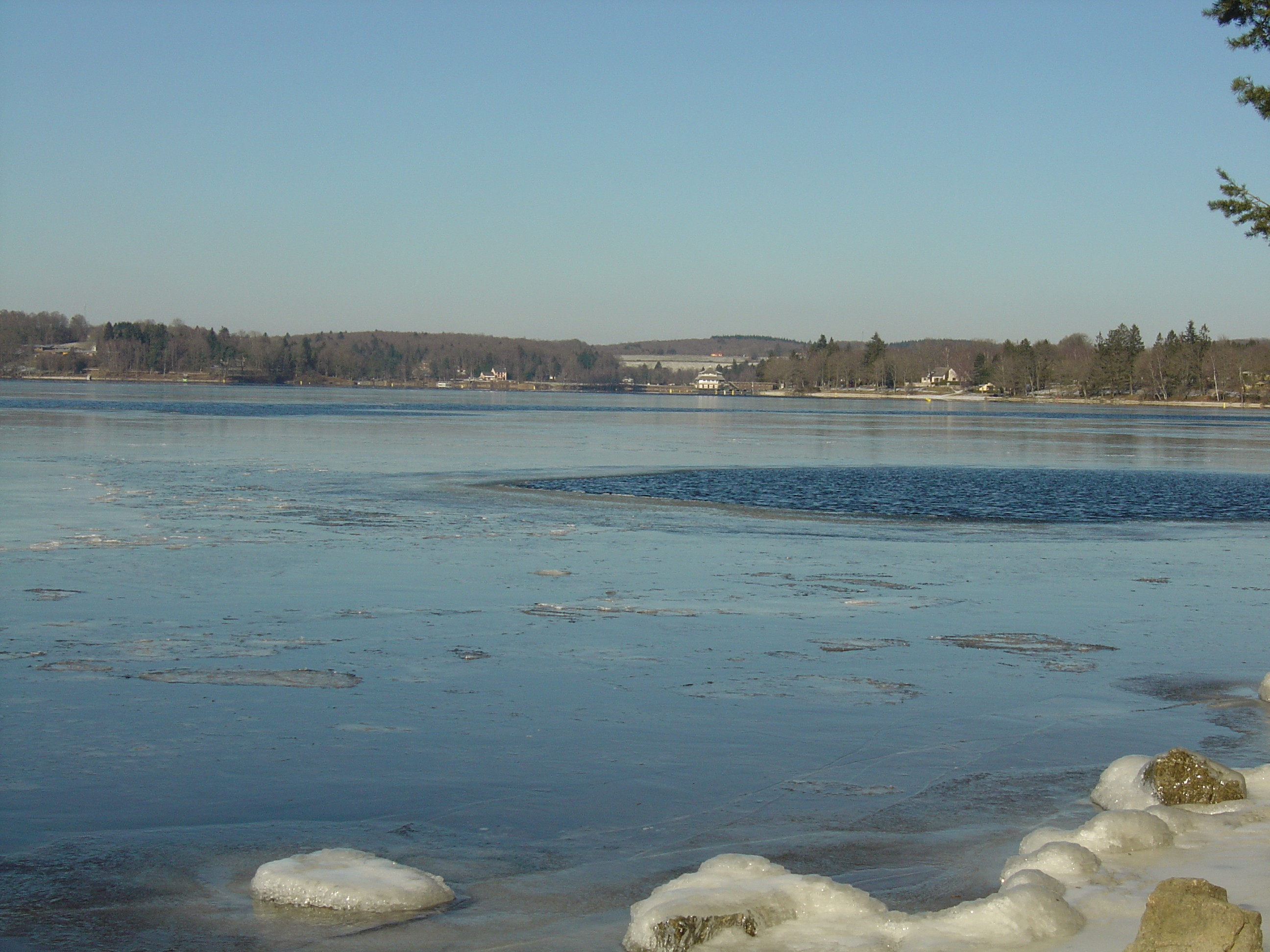
Berges gelées du lac des Settons en hiver

## Découvertes archéologiques
Plusieurs centaines de silex taillés ont été trouvés sur l'îlot Cerney, incluant en majorité des « lamelles courtes souvent courbes et torses et des lames et éclats laminaires bruts ou à retouche irrégulière ». Certaines sont datées du Mésolithique et comprennent huit sortes de silex d'origines variées, parfois fort lointaines : silex de Lains (Jura), de Mellecey (Saône-et-Loire), de Chantrezac (Charente), du Roannais (Loire), de l’Yonne et du Bazois. La série mésolithique inclut aussi un microburin,.
Parmi les pièces attribuées à la fin du Néolithique se trouvent une armature à pédoncule large, et une pointe de ﬂèche en silex originaire de l’Yonne. Le silex de l’Yonne, de la côte chalonnaise, du Mâconnais et du Roannais forme le reste du corpus lithique, ainsi que du silex plus local de qualité médiocre. Pour la fabrication d'outils lithiques, le socle granitique du Morvan impose nécessairement une importation, soit des matières premières, soit de nucléus, soit d'outils déjà fabriqués. On remarque par ailleurs que les sites d'origine des matières premières peuvent être en périphérie du massif du Morvan mais peuvent aussi bien être fort éloignés.
Une pointe de flèche à pédoncules et ailerons de la fin du Néolithique a été trouvée près du lieu-dit les Branlasses, partagé avec la commune de Montsauche-les-Settons, à environ 600 m au nord de la Petite Île ; cette pointe se trouvait sur le site d'une « structure circulaire bordée aux deux tiers par un mur en pierres sèches et par un fossé dans le tiers restant ». Les fouilles ont été cependant trop peu précises pour dater cette structure avec suffisamment de certitude.